# Ахмед Зеваил
Ахмед Хасан Зеваил (арап. أحمد حسن زويل‎, енгл. Ahmed Zewail, Даманхур, 26. фебруар 1946 — Пасадена, 2. август 2016) био је египатско-амерички хемичар. Добио је Нобелову награду за хемију 1999. за свој рад у истраживању фемтохемије. Био је професор физике и хемије на Калифорнијском институту за технологију (California Institute of Technology). На овом универзитету радио је од 1976.
Зеваилов кључни допринос науци је пионирски рад у области фемтохемије, то јест истраживања хемијских реакција које трају неколико фемтосекунди. Његов технички приступ се састоји у употреби ултрабрзих ласерских импулса, који му омогућавају да опише прелазна стања хемијских реакција.